# Black Bottom (Virginia Occidental)
Black Bottom es un área no incorporada ubicada dentro del Distrito Central, una división civil menor del condado de Logan (Virginia Occidental), Estados Unidos. Está catalogada como un asentamiento humano por la Junta de Nombres Geográficos de los Estados Unidos.
El número de identificación (ID) asignado por el Servicio Geológico de Estados Unidos es 1553911.

## Geografía
Se encuentra a una altitud de 219 m s. n. m. (718 pies) según el conjunto de datos de elevación nacional.